# Préalables à la communication
Bien que le terme préalables à la communication semble s’apparenter principalement au domaine de l’orthophonie, il est également pertinent en ergothérapie.  Afin d’éviter toute confusion, il convient d’abord de définir concrètement le terme préalables à la communication (ou précurseurs de la communication).  Il s’agit d’un ensemble de comportements communicatifs susceptibles d’apparaître chez un enfant avant le stade de l’utilisation des premiers mots,
. Les précurseurs de la communication sont reliés à d’autres aspects du développement, souvent adressés en ergothérapie.  Selon Bergeron et Henry, les préalables à la communication peuvent percer de trois aspects développementaux : le développement social, le développement cognitif et le développement d’un mode de communication présymbolique.

## Le développement social
Le langage est d’abord et avant tout un moyen d’entrer en communication avec autrui.  Le contact visuel fait référence à l’habileté à fixer un objet ou une personne. Vers 3-4 mois, on remarque des comportements de contacts visuels réciproques entre les bébés et leurs parents. L’interaction avec autrui se manifeste de prime abord par l’intérêt à interagir et l’attention que portent les enfants aux comportements verbaux et non verbaux des autres. Le but de cette dernière interaction est le regard conjoint, afin que se réalise une réelle interaction,. Les fonctions prélangagières sont les formes de communication utilisées avant le langage ou l’enfant, de la naissance à 18 mois, progresse allant de communication non intentionnelle vers une intention et un début de nomination des choses.  

## Le développement cognitif
Une des premières capacités contrôlant une part significative du langage est l’habileté de penser. Le concept de soi fait référence à l’enfant qui découvre son individualité et le pouvoir qu’il peut avoir sur le monde autour de lui. La permanence de l’objet fait référence à l’apprentissage que les objets sont plus ou moins permanents dans le temps et l’espace. La catégorisation est la capacité à grouper les objets selon des caractéristiques communes. Cette habileté comprend la reconnaissance de voix ou de visages familiers par le bébé (vers la 5e ou 6e semaine de vie). Les schèmes relationnels avec les objets, ici il est question de la façon qu’a l’enfant de manipuler les objets; la connaissance de l’utilisation des objets et des jouets serait donc la base de l’apprentissage du langage. La causalité est l’habileté à anticiper les conséquences qui découlent d’une certaine cause et inversement, déterminer quelle cause entraînera une conséquence particulière.

## La communication présymbolique
L’enfant peut s’exprimer et communiquer, bien avant l’utilisation de ses premiers mots. Les différentes manifestations de cette communication présymboliques sont : l’imitation, la compréhension et l’expression.  L’imitation est le début de l’interaction entre l’enfant et une autre personne, puisque l’enfant imite ce qu’il voit ou entend, ou alors le parent imite les sons/vocalisations du bébé.  La compréhension non verbale est la compréhension du message autrement que par la réception des mots (indices contextuels, de gestes, d’expressions faciales) L’expression non verbale est l’utilisation de moyens autres que les mots pour exprimer l’intention de l’enfant. Les vocalisations, les gestes, le contact visuel, le contact physique, les pleurs, le babillage/jargon, sont tous des tentatives de communication de la part de l’enfant.